# Tavares (Paraíba)
Pour les articles homonymes, voir Tavares.
Tavares est une ville brésilienne du sud-ouest de l'État de la Paraíba.
Sa population était estimée à 14 021 habitants en 2007. La municipalité s'étend sur 229 km2.